# Смертельные попутчики
«Смертельные попутчики» (англ. The Deadly Companions) — вестерн, первый художественный фильм Сэма Пекинпы. Премьера состоялась 6 июня 1961 г.

## Сюжет
Бывший офицер армии северян, бандит по прозвищу «Желтоногий» при ограблении случайно убивает сына танцовщицы кабаре Кит Тилден. Женщина решает похоронить сына рядом с его отцом, для чего ей предстоит отправиться на территорию, контролируемую племенем апачи, и Желтоногий вызывается сопровождать её в этом опасном путешествии.

## В ролях
- Морин О’Хара — Кит Тилден
- Брайан Кит — Желтоногий
- Стив Кокран — Билли Кеплингер
- Чилл Уиллс — Тёрк
- Строзер Мартин — пастор
- Уилл Райт — доктор Эктон
- Джеймс О’Хара — Кэл

## История создания
Сэма Пекинпа в качестве режиссёра порекомендовал Брайан Кит, ранее работавший с ним на съёмках телесериала «Человек с Запада» (The Westerner, 1959—1960). Многими признаётся, что съёмки низкобюджетного вестерна на натуре в Аризоне стали хорошей школой для Пекинпы, но ему не было позволено ни вносить изменения в сценарий, ни участвовать в монтаже; к тому же продюсер Чарльз Б. Фицсимонс, брат Морин О’Хары, запретил Пекинпе давать ей какие-либо указания. После съёмок Пекинпа зарёкся ставить фильм, над сценарием которого он не имеет контроля. Фильм прошёл незамеченным и является наименее известной работой Пекинпы.